# 陳志強 (足球運動員)
陳志強（Chan Chi Keung），已退役香港足球員，可以擔任後防多個位置，包括中堅、左後衛及右後衛，曾經效力於麗新、東方、流浪、星島及愉園等多支香港甲組足球聯賽球隊。陳志強曾經多次入選香港奧運足球代表隊及香港足球代表隊，更曾入選亞洲明星隊。

## 球員生涯
陳志強在坪洲出生及長大，與前香港足球先生李健和，合稱為「坪洲孖寶」。
出身於1980年代著名的麗新青年軍，1990-91年度球季，獲麗新提升上甲組，首次於甲組亮相，初時司職左後衛。
1991年夏天，麗新宣佈退出，陳志強跟隨大部分班底過檔東方，成為「東方王朝」主要成員。1993-94年度球季，因球隊主力中堅賴羅球離隊，陳志強開始轉任中堅，表現更上一層樓。1993年10月27日作客日本以1－3負川崎讀賣的亞洲冠軍球會杯初賽次回合賽事，取得個人職業生涯首個正式賽事入球。
1995年夏天，東方改組「青春班」，陳志強遂轉投流浪。效力一季後，於1996年再轉會星島，表現出色入選香港足球明星選舉最佳11人。
在1997年夏天，跟隨班主官永義加盟愉園。1998年因捲入假波案，罪名成立被判入獄，並且判罰全球終身停賽。

## 國際賽生涯
因應奧運足球賽於1992年巴塞隆拿奧運開始，改為23歲以下球員賽事，香港足球總會於1989年1月成立由23歲以下球員組成的香港奧運足球代表隊，陳志強成為首批入選的25名球員之一。於巴塞隆拿奧運足球預賽6場賽事，陳志強在其中4場有份上陣。
1990年7月，香港足球代表隊拉隊前往歐洲集訓接近一個月，陳志強首次入選集訓名單。
1998年世界盃外圍賽主場對南韓表現出色，因而入選亞洲明星隊，於1997年回歸盃賽事對世界明星隊，成為唯一入選的香港球員，而亞洲明星隊教練是香港著名教練郭家明。

## 假波案
1998年6月，廉政公署與香港警務處進行聯合反賭波行動期間，拘捕香港足球代表隊球員陳子江，他承認在1998世界盃亞洲區外圍賽中以不誠實手法導致香港隊輸掉比賽。廉政公署調查發現，陳子江涉嫌串通其餘球員，包括前鋒韋君龍、門將陸嘉榮、後衛陳志強和翼鋒劉志遠等人涉及操控球賽被判入獄，全球終身停賽。

## 個人榮譽
- 1997年香港回歸盃亞洲明星隊
- 香港足球明星選舉最佳11人 一次(1996-97季度)